# Ciudadanos del Imperio (álbum)
Ciudadanos del Imperio es el quinto disco del grupo musical Aviador Dro editado en el año 1986 por el sello "DRO" bajo la referencia DRO 4D-234.
Juntamente con el disco " Ingravidez" todavía no han sido editados en formato CD.
Los temas de este disco (producido por Fernando Arbex), se alejan en su mayoría del estilo tecno pop habitual de Aviador Dro, acercándose a un estilo pop-rock convencional, destacando el uso de guitarras sobre el de sintetizadores y unas letras más radicales y agresivas.

En este álbum la composición de los temas estuvo más repartida entre sus integrantes que en los discos anteriores, en los cuales la composición corría casi en su totalidad a cargo de Servando Carballar, el cual pasa a ser la voz solista del grupo debido a la marcha de Andrés García (Fox Cycloide) producida antes de iniciar la composición de los temas del disco.
Se trata de un disco denostado por parte del propio grupo, tal y como se desprende de la siguiente entrevista a Servando Carballar realizada en el año 2001 por el diario El Mundo (ver pregunta nº 23)

## Lista de canciones
| Título                           | Autor                                                                                       | Duración |
| -------------------------------- | ------------------------------------------------------------------------------------------- | -------- |
| Voy a despegar                   | Servando Carballar, Alejandro Sacristán                                                     | 2:50     |
| La era de los jueces             | Servando Carballar                                                                          | 2:30     |
| Ella caza de noche               | Servando Carballar, Alberto Flórez-Estrada, Alejandro Sacristán, Manuel Guio, Marta Cervera | 3:17     |
| Mi territorio                    | Servando Carballar, Alberto Flórez-Estrada                                                  | 3:03     |
| El bar de Al                     | Servando Carballar, José Antonio Gómez                                                      | 2:31     |
| Ciudadanos del imperio           | Servando Carballar, José Antonio Gómez                                                      | 4:09     |
| La única solución es la venganza | Servando Carballar, Marta Cervera                                                           | 3:57     |
| La zona fantasma                 | Servando Carballar                                                                          | 3:59     |
| Nunca puedo decir no             | Servando Carballar, José Antonio Gómez                                                      | 2:50     |
| El ataque de los zombies         | Servando Carballar                                                                          | 3:24     |
| Histeria colectiva               | José Antonio Gómez, Alejandro Sacristán, Manuel Guio, Marta Cervera, Servando Carballar     | 4:07     |
| Fuga de Titán                    | Servando Carballar, Alejandro Sacristán, Manuel Guio                                        | 3:48     |